# Spirostreptus macrotis
Spirostreptus macrotis är en mångfotingart som beskrevs av Carl Eduard Adolph Gerstäcker 1873. Spirostreptus macrotis ingår i släktet Spirostreptus och familjen Spirostreptidae. Inga underarter finns listade i Catalogue of Life.